# 인문주의당 (칠레)
인문주의당(人文主義者黨, 스페인어: Partido Humanista)은 자유지상적 사회주의를 표방하는 칠레의 민주사회주의 정당이다.